# سالفاتوري فيرارو
سالفاتوري فيرارو (بالإيطالية: Salvatore Ferraro)‏ هو لاعب كرة قدم إيطالي، ولد في 8 سبتمبر 1983 في قطنصار في إيطاليا. شارك مع منتخب إيطاليا تحت 15 سنة لكرة القدم ومنتخب إيطاليا تحت 16 سنة لكرة القدم ومنتخب إيطاليا تحت 17 سنة لكرة القدم ومنتخب إيطاليا تحت 18 سنة لكرة القدم ومنتخب إيطاليا تحت 19 سنة لكرة القدم ومنتخب إيطاليا تحت 20 سنة لكرة القدم. أما مع النوادي، فقد لعب مع إنتر ميلان وإيه سي ميلان ونادي بينيفينتو ونادي ترنانا ونادي ريميني ونادي كاتانزارو ونادي لوميتساني.

## وصلات خارجية
- سالفاتوري فيرارو على موقع قاعدة بيانات كرة القدم.إي يو (الإنجليزية)